# Dプレーン
Dプレーンは1999年にトラックマンのセオドア・ヨーゲンセン博士により提唱されたゴルフにおける弾道分析理論。DプレーンのDは『Describe＝説明』を意味する。
Dプレーンという概念の登場により、ゴルフにおけるこれまでの飛球法則は覆された。

## 概要
Dプレーンとは、ボールインパクトの点からフェイスの向きに直交して引いた直線（青）と、ボールインパクトの点からスイングプレーン上の接線方向に伸ばした直線（緑）の2つを結んでできる三角形の平面を指す。
アメリカのPGAツアーの試合では、選手のショットのスイング軌道やフェイスの向きなどを瞬時に測定して、このDプレーンが画面上に表示されている。Dプレーンにより視覚的なスイングの評価が容易にできるようになっただけでなく、従来の飛球法則を覆す新飛球法則を生み出した。

## 新飛球法則
- 打ち出し方向：インパクト時のフェイスの向きにより決まる。
- ボール曲がり：スイング軌道により決まる。

| 打球             | 打ち出し方向     | フェースの向き |
| ---------------- | ---------------- | -------------- |
| プルフック       | インサイドアウト | クローズ       |
| プル             | インサイドイン   | クローズ       |
| プルスライス     | アウトサイドイン | クローズ       |
| ドロー           | インサイドアウト | ストレート     |
| ストレート       | インサイドイン   | ストレート     |
| フェード         | アウトサイドイン | ストレート     |
| プッシュフック   | インサイドアウト | オープン       |
| プッシュ         | インサイドイン   | オープン       |
| プッシュスライス | アウトサイドイン | オープン       |

旧来の飛球法則とは正反対ともいえる法則性のため、色々な飛球が出てしまうアマチュアゴルファーは自身のショットに対する正しい原因や対策を知っておかないと全く意図しない打球を頻発することになってしまうので、注意が必要である。